# Maui Challenger 2006
Il Maui Challenger 2006 è stato un torneo di tennis facente parte della categoria ATP Challenger Series nell'ambito dell'ATP Challenger Series 2006.
Il torneo si è giocato a Maui negli Stati Uniti dal 27 novembre al 3 dicembre 2006 su campi in cemento.

## Vincitori

### Singolare
Michael Russell ha battuto in finale  Sam Warburg con il punteggio di 6–1, 6–0

### Doppio
Rajeev Ram /  Brian Wilson hanno battuto in finale  Rodrigo-Antonio Grilli /  Chris Lam con il punteggio di 6–3, 6–2